# Zonder titel (Per Kirkeby)
Op het Hildo Kropplein in Amsterdam-Oost staat een titelloos artistiek kunstwerk van de Deense kunstenaar Per Kirkeby.
Het werk laat zich het best omschrijven als "Bakstenen beeld met vijver". Kirkeby is bekend geworden vanwege zijn bakstenen beelden. Hij liet zich voor deze plek inspireren door
- de plek waar het kwam te staan, het Hildo Kropplein, een eerbetoon aan Hildo Krop, bekend van de Amsterdamse School;
- het bakstenen abattoir dat ongeveer een eeuw lang op die plek stond;
- stierenkop, ter nagedachtenis aan de dieren die hier geslacht werden;
- de Deense variant van de Amsterdamse School, toegepast in de bakstenen gebouwen in Kirkeby’s woonplaats Kopenhagen;
- Kirkeby’s jeugd, waarbij hij in een bakstenen omgeving bij een vijver speelde;
- de ontspanningsbogen lijken te verwijzen naar die van de voormalige pakhuizen die hier in de omgeving staan.

Het werk bestaat uit een deels open gebouw, waarin kinderen naar binnen en naar buiten kunnen en zich veilig moeten voelen. Steunberen ondersteunen de constructie en de twee bakstenen uitlopers in de vorm van kale muren (hoorns van de stier). Naast de bouwconstructie ligt een vijver. In tegenstelling tot het bouwwerk is de vijver kronkelig; er is geen recht hoekje te vinden. Het “gebouw” verweert langzaam; korstmossen groeien op de bakstenen en op de “plafondbalken” groeien grasveldjes. Het geheel geeft daarbij het idee dat dit een ruïne is uit een groter complex.
De komst van het beeld werd ingeluid tijdens een lezing van Wim Beeren in het Internationaal Instituut voor Sociale Geschiedenis (om de hoek bij het beeld). Bij de onthulling in mei 1990 stond het kunstwerk bij een bouwput, die de wijk toen was.  Bewoners vonden het toen (nog) niet passend een dergelijk kunstwerk te plaatsen, terwijl het in de wijk ontbrak aan de basisvoorzieningen, aldus een reactie op het artikel in Het Parool. De inspraakprocedure zou verre van optimaal zijn geweest, het overleg werd gevoerd terwijl de meeste bewoners nog “toekomstig” waren
Ten zuiden van de titelloze werk staat Corned beef van Carolien Feldbrugge, ook een verwijzing naar de voormalige slachthuizen.

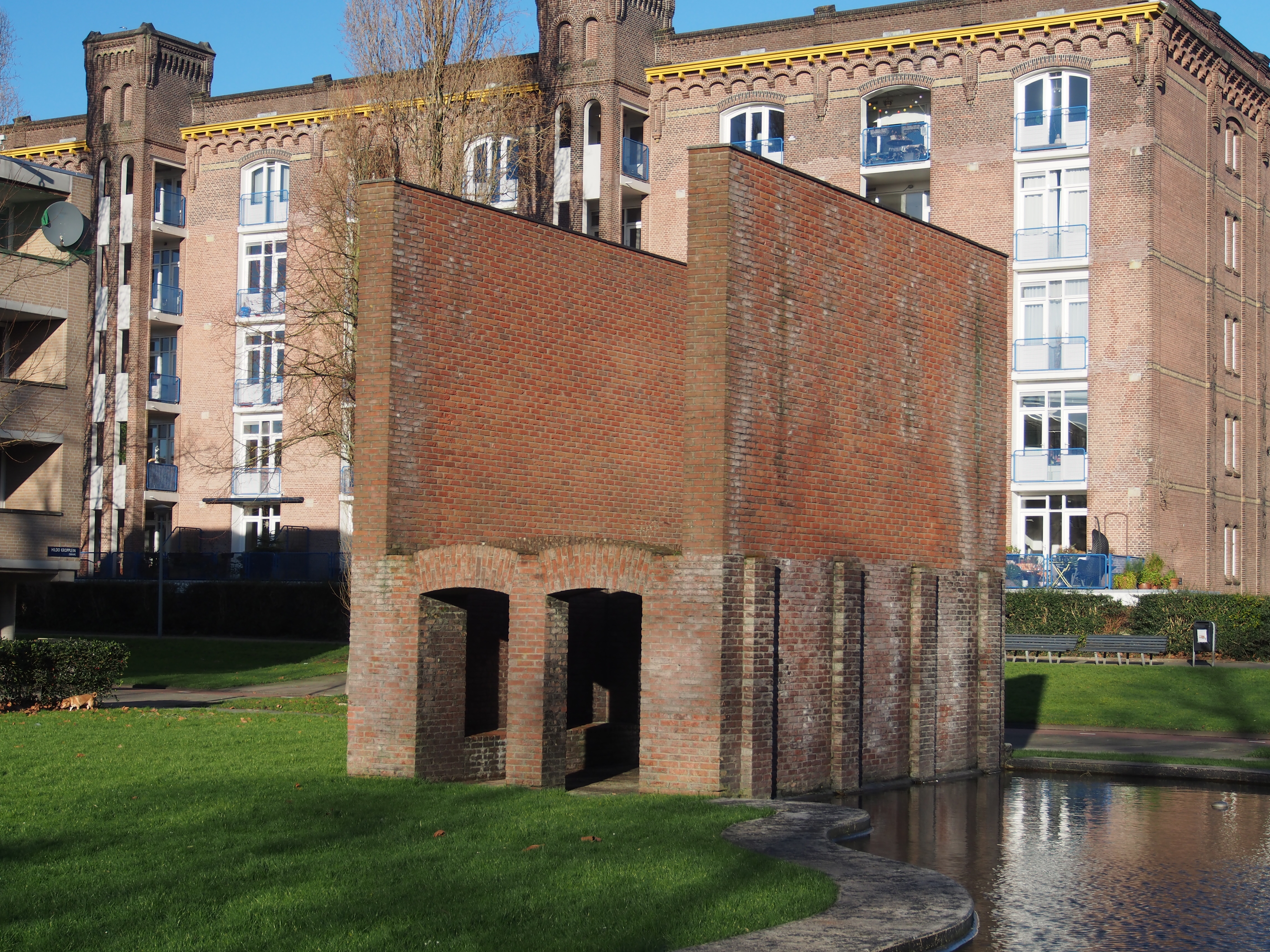
Gebouw (september 2016)

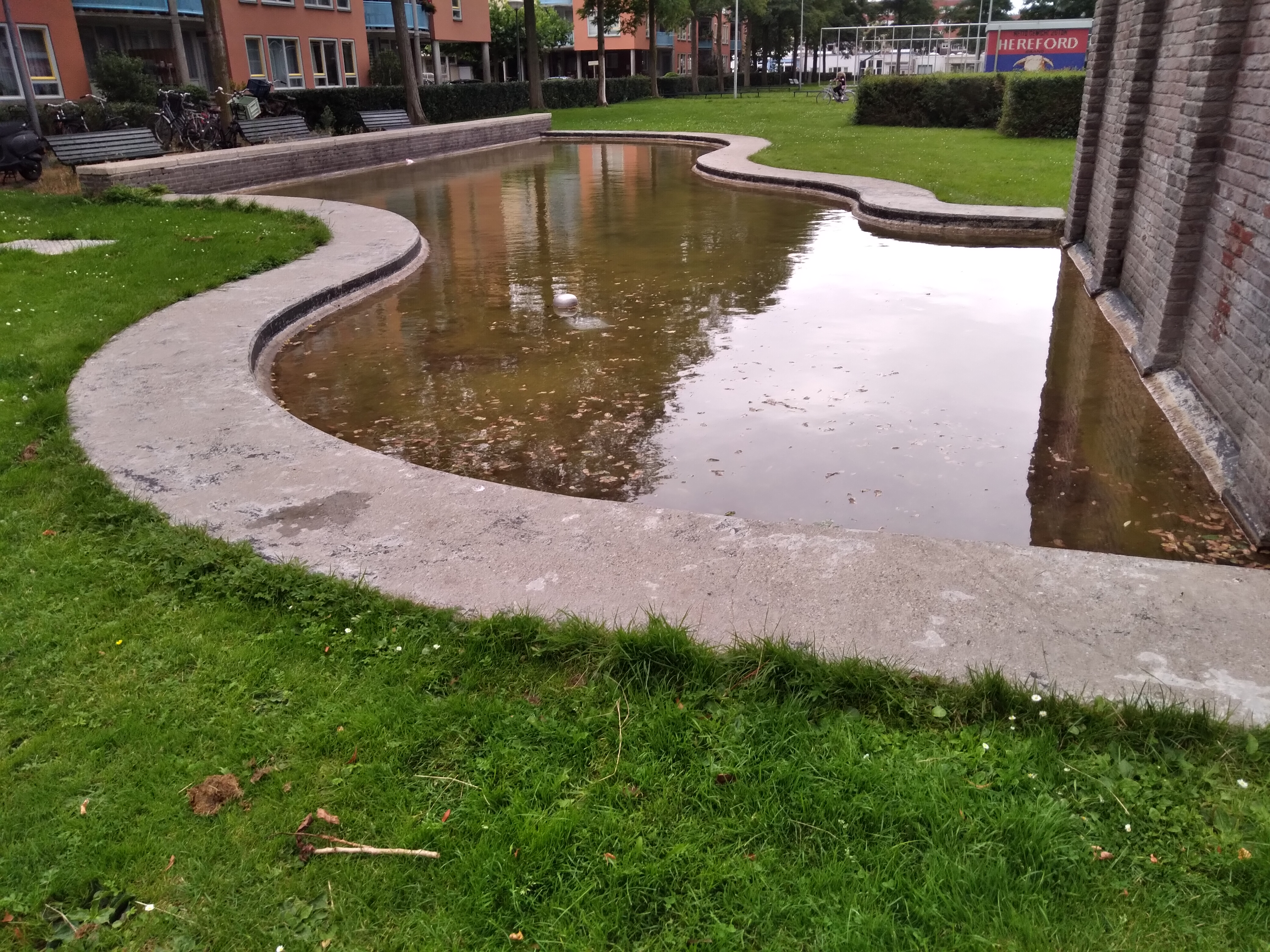
Vijver (augustus 2021)